# Hemitriccus orbitatus
Hemitriccus orbitatus là một loài chim trong họ Tyrannidae.